# Mai Jia
Mai Jia (f. Jiang Benhu i 1964) er en kinesisk journalist og forfatter, der desuden er formand for den kinesiske forfatterforening. Han er født i Fuyang, Zhejiang, i det sydøstlige Kina, og er tidligere militær efterretningsagent.
Jia har udgivet fiktion siden 1986 og fik sit gennembrud i 2002 med sin store bestsellerroman Afkodet (eng. Decoded), en spionthriller, der handler om Kulturrevolutionen i Kina. Romanens hovedperson er den isolerede dreng Rong Jizhen, der som semiautistisk matematisk geni bliver udvalgt til at afkode hemmelige militære koder for den kinesiske spiontjeneste. Der er noget autobiografisk over romanen, idet Mai Jia selv tilbragte sytten år ved Kinas militær og desuden oplevede en meget ensom barndom. Faktisk var han så isoleret fra omverdenen, at han levede helt i fantasiens verden og blev så besat af at skrive dagbog, at han endte med 36 bind.
Mai Jia har solgt millioner af bøger og vundet mange kinesiske litteraturpriser, herunder Mao Dun litteraturprisen i 2008. Han er en af Kinas mest succesfulde forfattere, og hans værker er blevet adapteret til film og tv-serier. Mai Jias litterære helt er argentinske forfatter Jorge Luis Borges, og han holder desuden meget af Franz Kafka og Stefan Zweig.
Forfatteren bruger mange greb fra ældre kinesisk litteratur. Han lader for eksempel sine kapitler slutte med ord, som skal få læseren til at spørge sig selv, hvad der vil ske som det næste, hvilket kinesiske forfattere har gjort i flere hundrede år. Desuden bruger han drømmen som sandhedsåbenbarende element, hvilket er typisk for kinesiske fortællinger fra det 15. århundrede eller tidligere. Den mest tydelige inspirationskilde er dog “anti-spion”-romanen, som kom fra Sovjetunionen til Kina i 1950’erne. Denne genre kendetegnes især ved mange lag af skjult virkelighed, hvoraf kun nogle afsløres. Jia er desuden interesseret i moderne teknologi og psykologi, hvilket også viser sig i hans værker.